# Glen Lyn
Glen Lyn is een plaats (town) in de Amerikaanse staat Virginia, en valt bestuurlijk gezien onder Giles County.

## Demografie
Bij de volkstelling in 2000 werd het aantal inwoners vastgesteld op 151.
In 2006 is het aantal inwoners door het United States Census Bureau geschat op 165, een stijging van 14 (9.3%).

## Geografie
Volgens het United States Census Bureau beslaat de plaats een oppervlakte van
1,9 km², waarvan 1,7 km² land en 0,2 km² water.

## Plaatsen in de nabije omgeving
De onderstaande figuur toont nabijgelegen plaatsen in een straal van 12 km rond Glen Lyn.